# Solre-le-Château
Solre-le-Château é uma comuna francesa na região administrativa de Altos da França, no departamento do Norte. Estende-se por uma área de 13.76 km². Em 2010 a comuna tinha 1 818 habitantes (densidade: 132,1 hab./km²).